# Heiðarborg
Heiðarborg är en kulle i republiken Island. Den ligger i regionen Suðurland, 190 km öster om huvudstaden Reykjavík. Toppen på Heiðarborg är 249 meter över havet, eller 65 meter över den omgivande terrängen. Bredden vid basen är 0,59 km.
Trakten runt Heiðarborg är nära nog obefolkad, med mindre än två invånare per kvadratkilometer. Närmaste större samhälle är Kirkjubæjarklaustur, nära Heiðarborg. Trakten runt Heiðarborg består i huvudsak av gräsmarker.